# أغبار (أغبار)
أغبار هي إحدى مشيخات المملكة المغربية، تتبع جغرافيا لإقليم الحوز وإداريًا لأغبار. يقدر عدد سكانها بـ 4608 نسمة حسب الإحصاء الرسمي للسكان والسكنى لسنة 2004.